# Retribution
Retribution (叫, Sakebi), es una película de terror japonés del 2006 por  Kiyoshi Kurosawa.

## Trama
Yoshioka, un experimentado detective de la policía, investiga el asesinato de una mujer desconocida con un vestido rojo. Ella se ahogó en el puerto de Tokio, en un charco de agua turbia, pero la autopsia revela que su vientre está lleno de agua de mar. 
Por otra parte, todas las pistas que encuentra se refieren a Yoshioka: Un botón encontrado en la escena del crimen coincide con uno que no se encuentra en una chaqueta, y las huellas digitales que cubren el cuerpo coinciden con las suyas. Yoshioka se da cuenta de que el único sospechoso viable es él mismo, el problema es que él no recuerda nada.
Un fantasma que lleva puesto un vestido rojo de pronto comienza a aparecérsele. A medida que estas apariciones se vuelven más intensas y extrañas, más asesinatos aparecen con la misma causa: el ahogamiento por agua salada. Un asesino en serie es descartado por la investigación y Yoshioka se atasca en un crimen sin solución que apunta a él.

## Reparto
- Kōji Yakusho – Yoshioka
- Manami Konishi – Harue
- Riona Hazuki – F18
- Tsuyoshi Ihara – Detective Miyaji
- Hiroyuki Hirayama – Young detective Sakurai
- Joe Odagiri – Dr. Takagi

## Interpretaciones
Como F18, el fantasma de la película, es buscar venganza de hechos pasados de los cuales cada protagonista es aparentemente responsable, el horror en el castigo ha sido visto por algunos como la expresión de algún tipo de enfermedad social y culpa colectiva en nuestro mundo contemporáneo.